# 锦河农场
锦河农场是一个位于中华人民共和国黑龙江省黑河市爱辉区的农场，亦是黑龙江省农垦北安管理局所属的一个农场。
锦河农场始建于1959年10月1日，是黑龙江垦区最北部的农场。总面积239万亩，其中耕地面积15.6万亩，人口9328人。

## 行政区划
锦河农场下辖以下单位：
锦河场直社区、锦河农场第一管理区、锦河农场第二管理区、锦河农场第三管理区和锦河农场第四管理区。